# 6 Cassiopeiae
6 Cassiopeiae (6 Cas) es una estrella en la constelación de Casiopea de magnitud aparente +5,43.
Demasiado alejada para medir su distancia mediante paralaje, se estima que se encuentra a unos 8100 años luz del sistema solar. Es una de las estrellas más luminosas de la Vía Láctea, comparable con Deneb (α Cygni). Es miembro de la asociación estelar Cas OB5, de la que forman parte también ρ Cassiopeiae y PZ Cassiopeiae.
6 Cassiopeiae es una supergigante blanca de tipo espectral A3Ia cuya luminosidad es aproximadamente 195.000 veces mayor que la del Sol.
Su radio es 170 veces más grande que el radio solar; situada en el lugar del Sol, englobaría en su interior la órbita de Venus.
Gira sobre sí misma con una velocidad de rotación proyectada de 39 km/s.
Desde su superficie a 9330 K, pierde materia a través de un fuerte viento estelar que alcanza los 180 km/s.
Como otras estrellas de sus características, 6 Cassiopeiae es una variable Alfa Cygni cuya variación de brillo es de 0,11 magnitudes. En cuanto a estrella variable, recibe la denominación de V566 Cassiopeiae.
La masa de 6 Cassiopeiae se estima en 25 masas solares y, como corresponde a estrellas tan masivas, su evolución es muy rápida. Su edad es de apenas 6,4 millones de años y acabará explotando como una espectacular supernova, formando el núcleo remanente una estrella de neutrones.
A 1,4 segundos de arco de 6 Cassiopeiae se puede observar una estrella de magnitud +8,2 y tipo A2. Si ambas forman un verdadero sistema binario, la separación entre ellas sería de al menos 3500 UA.